# Otto Kiep
Otto Carl Kiep (Saltcoats (Schotland), 7 juni 1886 – Berlijn, 26 augustus 1944) was een Duits diplomaat. Tijdens de Tweede Wereldoorlog was hij werkzaam voor de Abwehr en tevens actief in het verzet. Zijn betrokkenheid werd ontdekt door de Gestapo en Kiep stierf aan de galg.

## Levensloop
Kiep was de zoon van Johann Nikolaus Kiep en Charlotte Rottenburg. Hij had drie broers en een zus. Johannes Kiep woonde tientallen jaren in Glasgow. Vader Kiep voedde zijn kinderen op in de Duitse geest, hoewel zij allen over het Britse staatsburgerschap beschikten.
Op zijn veertiende werd Kiep naar een kostschool in Duitsland gestuurd, waar hij het gymnasium volgde. Vanaf 1905 studeerde Kiep rechten in Berlijn, München en Kiel. Hij slaagde in 1908 voor het staatsexamen. In 1909 promoveerde Kiep aan de Universiteit van Leipzig. Vervolgens vervulde hij zijn militaire dienst. Daarna studeerde hij rechten aan de Universiteit van Londen. Tijdens de Eerste Wereldoorlog vocht Kiep als officier mee in het Duitse X. Reserve-Korps.
Na de verloren oorlog vond Kiep werk bij het Duitse ministerie van Buitenlandse Zaken. Als expert in het Engelse recht maakte hij deel uit van de Duitse delegatie naar de Conferentie van Versailles in 1919. Van 1920 tot 1921 zat hij op de Duitse ambassade in Den Haag en vervolgens werkte hij twee jaar voor de Duits-Amerikaanse commissie voor Oorlogsschade in Washington D.C.. Van 1923 tot 1926 adviseur voor economie en financiën in de Rijkskanselarij en daarna als perschef van de Rijksregering van Hans Luther. Van 1926 tot 1933 werkte Kiep op de Duitse ambassade in de Verenigde Staten, in zijn laatste jaren als consul-generaal.
Kiep zat in maart 1933 aan bij een erebanket van de Joodse Albert Einstein. De nieuwe nazi-regering stuurden hem de laan uit. In de daaropvolgende jaren leidde Kiep wel economische missies naar Zuid-Amerika en Oost-Azië. In augustus 1937 diende hij een verzoek in tot lidmaatschap van de NSDAP. Een paar maanden later werd dat verzoek ingewilligd.
Tijdens de Tweede Wereldoorlog werkte Kiep als majoor bij het Amt Ausland / Abwehr, de afdeling van het Oberkommando der Wehrmacht die zich bezig hield met militaire spionage. Kiep was actief in de verzetsgroep van Hanna Solf. In de herfst van 1943 kreeg Kiep van Helmuth James von Moltke te horen dat de groep geïnfiltreerde was door een Gestapo-agent. De waarschuwing kon niet voorkomen dat Kiep op 16 januari 1944 gearresteerd werd. De Gestapo ontdekte het dubbelspel van Von Moltke en arresteerde hem drie dagen later.  
Kiep hoorde op 1 juli 1944 door het Volksgericht onder leiding van Roland Freisler de doodstraf tegen hem uitspreken. Elke kans op gratie verdween na de aanslag op Hitler op 20 juli 1944 toen Kiep beoogd rijksperschef was in de nieuwe regering die de coupplegers na de aanslag hadden willen vormen. Op 26 augustus 1944 werd Kiep opgehangen in de Plötzensee-gevangenis.

## Persoonlijk
Kiep was getrouwd met Hanna Alves (1904-1979), met wie hij twee dochters en een zoon kreeg. Hanna Kiep werd ook in januari 1944 gearresteerd en zat een half jaar vast in concentratiekamp Ravensbrück. Hun dochter Hanna Clements (1933–2020) schreef met haar man Bruce Clements (1931) meerdere boeken over Otto Kiep.
In het plaatsje Ballenstedt, waar Kieps ouders woonden na hun terugkeer naar Duitsland, is een straat naar Kiep vernoemd.
- Bibliothèque nationale de France: cb17099737f (data)
- Gemeinsame Normdatei: 124276083
- International Standard Name Identifier: 0000 0000 6321 0196
- Library of Congress Control Number: n84189353
- Nationale bibliotheek van Australië: 35799677
- SNAC: w63p6dnd
- Système universitaire de documentation: 18477232X
- Trove: 1092868
- Virtual International Authority File: 10775236
- WorldCat: E39PBJyhfMWYwMkTBkqrRrfTHC